# 十文字信介
十文字 信介（じゅうもんじ しんすけ、1853年1月8日（嘉永5年11月29日） - 1908年（明治41年）8月12日）は、明治時代の政治家。衆議院議員（1期）。号に海山猟夫、尊農子。

## 経歴
涌谷伊達家家臣・十文字秀雄の長男として陸奥仙台藩領遠田郡涌谷（現涌谷町）に生まれる。家は代々亘理氏に仕え砲術を能くした。8歳にして小姓となり、のち砲術を習った。その後、1871年（明治4年）上京し箕作麟祥の塾に入り英学を修め、ついで海軍兵学寮（のちの海軍兵学校）に学んだ。津田仙の学農社編集長、広島県、宮城県各勧業課長、宮城郡長を歴任したのち、雑誌『農事新報』を発刊した。ほか仙台区長を務め、鉄砲販売業を営んだ。
1890年（明治23年）7月の第1回衆議院議員総選挙では宮城県第3区から大成会所属で出馬し当選。衆議院議員を1期務めた。
1902年（明治35年）失明し、1908年（明治41年）脳膜炎に罹患し、同年8月12日、東京市神田区須田町の自宅で死去した。

## 親族
- 弟：十文字大元（実業家）